# Semiónovka (Vorónej)
|  | Per a altres significats, vegeu «Semiónovka». |

Semiónovka (en rus: Семёновка) és un poble de l'óblast de Vorónej, a Rússia, segons el cens del 2010 tenia 352 habitants.